# 埃尔莱纳巴德
埃尔莱纳巴德（Ellenabad），是印度哈里亚纳邦Sirsa县的一个城镇。总人口32786（2001年）。

## 人口
该地2001年总人口32786人，其中男性17657人，女性15129人；0—6岁人口5074人，其中男2769人，女2305人；识字率57.48%，其中男性为64.39%，女性为49.42%。